# 洽州
洽州，五代十国时设置的州。
后汉乾祐三年（950年），改懿州置，治所在潭阳县（今湖南省芷江侗族自治县）。辖境相当今湖南省芷江侗族自治县。北宋乾德三年（965年）复为懿州。